# Elrod Hendricks
Elrod Jerome Hendricks (Charlotte Amalie, 22 de diciembre de 1940 - Glen Burnie, Maryland, 21 de diciembre de 2005) fue un beisbolista y entrenador de las Grandes Ligas de Béisbol (MLB). Jugó como receptor, destacando principalmente con los Orioles de Baltimore, equipo con el que conquistó la Serie Mundial de 1970. Posteriormente, se desempeñó como entrenador de bullpen del equipo durante 28 años, convirtiéndose en una figura emblemática dentro de la franquicia. 

## Trayectoria

### Inicios
Nativo de Charlotte Amalie, Islas Vírgenes de los Estados Unidos, Hendricks fue seleccionado por los Orioles de Baltimore en el Draft de la Regla 5 el 28 de noviembre de 1967 desde los Ángeles de California. Se destacó por su habilidad defensiva como receptor, compartiendo la posición con Andy Etchebarren y formando parte de un cuerpo de lanzadores que incluía a Mike Cuéllar, Pat Dobson, Dave McNally, Jim Palmer y Tom Phoebus.

### Época dorada con los Orioles
La mayor parte de su trayectoria profesional la pasó con los Orioles, siendo parte de los equipos dirigidos por Earl Weaver que dominaron la Liga Americana a finales de la década de 1960 y principios de la de 1970. Participó en tres Series Mundiales consecutivas (1969, 1970 y 1971) y lideró a todos los receptores de la Liga Americana en porcentaje de fildeo en 1969 y 1975. En la Serie Mundial de 1969 contra los Mets de Nueva York, protagonizó una jugada clave en el tercer partido. Con dos outs en la cuarta entrada y dos compañeros en base, conectó una línea fuerte hacia el jardín izquierdo que parecía destinada a convertirse en un extrabase, pero Tommie Agee, en una destacada jugada defensiva, logró atraparla en carrera y evitar las anotaciones.
Su mejor temporada ofensiva fue en 1970, cuando bateó 12 jonrones e impulsó 41 carreras. En la Serie Mundial de ese año, registró un promedio de .364 (4 hits en 11 turnos), conectando un jonrón en el primer partido y dos en el segundo, impulsando un total de cuatro carreras. Su desempeño contribuyó a la victoria de los Orioles sobre los Rojos de Cincinnati.
Uno de sus momentos más recordados de esa serie ocurrió en el primer juego, cuando protagonizó una jugada polémica en el plato. Con el marcador empatado a tres en la sexta entrada, Ty Cline conectó un roletazo mientras Bernie Carbo intentaba anotar desde tercera base. Hendricks atrapó la pelota con la mano, sin usar el guante, y bloqueó el plato en un confuso choque con el árbitro Ken Burkhart. Aunque Carbo intentó rodear al árbitro para tocar el plato, fue declarado out, desatando la controversia.

### Últimos años
Durante su carrera, Hendricks también jugó para los Cachorros de Chicago y los Yankees de Nueva York, ganando un título con los Yankees en la Serie Mundial de 1977. Su debut oficial con los Cachorros ocurrió el 16 de septiembre de 1972 contra los Mets de Nueva York en Wrigley Field, donde recibió cinco bases por bolas, igualando la marca de la liga en ese momento. En diciembre de 1976, fue transferido junto con Ken Holtzman, Doyle Alexander, Grant Jackson y Jimmy Freeman de los Orioles a los Yankees, en un intercambio por Rick Dempsey, Scott McGregor, Tippy Martínez, Rudy May y Dave Pagan.
Hendricks hizo su única aparición como lanzador en Grandes Ligas el 26 de junio de 1978, en una derrota 24-10 ante los Azulejos de Toronto en el Canadian National Exhibition Stadium. Fue el segundo jugador consecutivo utilizado como relevista después de Larry Harlow, ingresando al juego con dos outs en la quinta entrada y los Orioles perdiendo 24-6. En su inusual actuación, permitió solo un hit y una base por bolas en 2⅓ entradas sin recibir carreras.
En los 711 partidos que disputó, incluidos 658 con los Orioles, Hendricks acumuló 220 imparables, 62 jonrones y 230 carreras impulsadas, siendo el jugador nacido en las Islas Vírgenes con mejor registro en cuadrangulares. En postemporada, participó en nueve encuentros, donde bateó para .273 con 10 carreras impulsadas. Como receptor en 602 partidos, registró 2,783 outs, 228 asistencias, 31 jugadas de doble matanza y solo 29 errores, logrando un porcentaje de fildeo de .990.
Hendricks también fue una figura destacada en la liga invernal de Puerto Rico, donde jugó 17 temporadas con los Cangrejeros de Santurce. Con 105 jonrones, se ubica en el tercer lugar de la lista histórica de cuadrangulares de la franquicia.

## Como entrenador
Hendricks fue entrenador de los Orioles durante 28 años, desempeñándose principalmente como coach de bullpen, siendo el de mayor duración en la historia de la franquicia. Durante su tiempo como entrenador, fue sancionado por usar espinilleras en el bullpen a pesar de no ser un receptor activo. En abril de 2005, sufrió una apoplejía, lo que llevó a que su contrato no fuera renovado en octubre de ese año. La temporada de 2005 fue su trigésima séptima como parte de los Orioles, consolidándolo como uno de los entrenadores con mayor trayectoria en la MLB.
Tras su apoplejía, fue reasignado a una función dentro de la organización, donde su popularidad y lealtad al equipo le permitieron continuar como embajador de buena voluntad. Se destacaba por firmar autógrafos antes de los partidos y tenía previsto ser el anfitrión del Crucero de Béisbol de Baltimore en 2006. Sin embargo, falleció de un ataque al corazón en Glen Burnie, Maryland, el 21 de diciembre de 2005, un día antes de su cumpleaños. Los Orioles honraron su memoria vistiendo el número 44 en sus camisetas durante la temporada 2006, y aunque no ha sido retirado oficialmente, ningún jugador lo ha usado desde entonces. En 2007, la Academia de San Francisco en Baltimore organizó un torneo en su honor.